# Jenner Glacier
Jenner Glacier är en glaciär i Antarktis. Den ligger i Västantarktis. Argentina, Chile och Storbritannien gör anspråk på området. Jenner Glacier ligger 127 meter över havet.
Terrängen runt Jenner Glacier är bergig åt nordost, men åt sydväst är den kuperad. Havet är nära Jenner Glacier åt sydväst. Trakten är obefolkad. Det finns inga samhällen i närheten. 